# 曽我部和子
曽我部 和子（そかべ かずこ、1936年〈昭和11年〉3月27日 - ）は、日本の体操選手。

## 経歴・人物
香川県出身。1956年メルボルンオリンピックと1960年ローマオリンピックに出場した。